# Rýchlostná cesta R5
Die Rýchlostná cesta R5 ist eine geplante, kurze Schnellstraße im Norden der Slowakei bei Svrčinovec. Es handelt sich um die kürzeste geplante slowakische Autobahn oder Schnellstraße überhaupt. Im Wesentlichen wird sie als Zubringer von Tschechien zur Diaľnica D3 dienen, ohne dazwischenliegenden Anschlussstellen.
Der Endpunkt am Autobahnknoten Svrčinovec besteht bereits als Anschlussstelle zur Cesta I. triedy 11 (I/11). Ein konkreter Zeitplan zum Bau der R5 liegt aber nicht vor. Zudem ist die Errichtung wegen einer geplanten Grünbrücke, die eine Trasse für die R5 nicht vorsieht, fraglich.